# Jim Milburn
James "Jim" Milburn, född den 21 september 1919 i Ashington, död den 1 januari 1985 i Wakefield, var en engelsk professionell fotbollsspelare.
Milburn spelade vänsterback större delen av sin karriär i Leeds United, där han spelade 271 matcher, varav 208 ligamatcher, 12 FA-cupmatcher och 51 krigstidsmatcher. Han gjorde 15 ligamål och 2 FA-cupmål mellan 1935 och 1952. Han flyttade därefter till Bradford (Park Avenue), där han under tre år spelande 90 ligamatcher och gjorde 10 mål.
Milburn var en av medlemmarna i den ryktbara fotbollsfamiljen Milburn. Hans kusin Jackie spelade i Newcastle United och Englands herrlandslag i fotboll. Övriga medlemmar ur familjen inkluderar bröderna George (Leeds United och Chesterfield), Jack (Leeds United och Bradford City) samt Stan (Chesterfield, Leicester City och Rochdale).